# Ramon Balasch i Cortina
Ramon Balasch i Cortina (Vic, 14 de febrer de 1940) fou un futbolista català de les dècades de 1950 i 1960.

## Trajectòria
Fou un davanter centre molt tècnic, amb domini de les dues cames i amb un fort xut. Amb 14 anys ingressà al futbol base del RCD Espanyol, procedent de la UE Vic. Destacà jugant al juvenil, arribant a jugar amb les seleccions catalana i espanyola de la categoria, disputant amb aquesta darrera el Campionat d'Europa del 1957. La temporada 1957-58 ingressà al primer equip, però només disputà un partit de lliga en tota la temporada, davant el Reial Saragossa, partit en que actuà amb febre. Marxà cedit a la UE Figueres i al CE L'Hospitalet. L'any 1960 signà per l'Hèrcules CF, club on rendí a alt nivell a Segona Divisió. El 1964 jugà amb el CE Europa, també a Segona. L'any 1967 es retirà del futbol i s'establí a Alacant com a aparellador.